# Arruga
Una arruga es en general un resalto o pliegue en una superficie. Normalmente se refiere a los dobleces en las telas, la ropa o en la piel de un organismo. Los pliegues suelen ser aleatorios y no presentan una estructura repetitiva. Las arrugas pueden ser permanentes en la piel u otros materiales si el tejido se dobla repetidas veces en el mismo lugar.

## Arrugas de la piel
Las arrugas de la piel aparecen como resultado de los procesos de envejecimiento, como la glicación o, de manera temporal, como resultado de una inmersión prolongada (de bastantes minutos) en agua.
Las arrugas en la piel se forman a consecuencia de: disminución del colágeno, factores genéticos, las expresiones faciales habituales, el envejecimiento, el deterioro provocado por el sol, falta de humedad ambiente, o exposición al viento,  fumar, una hidratación pobre.

### Arrugas e hidratación

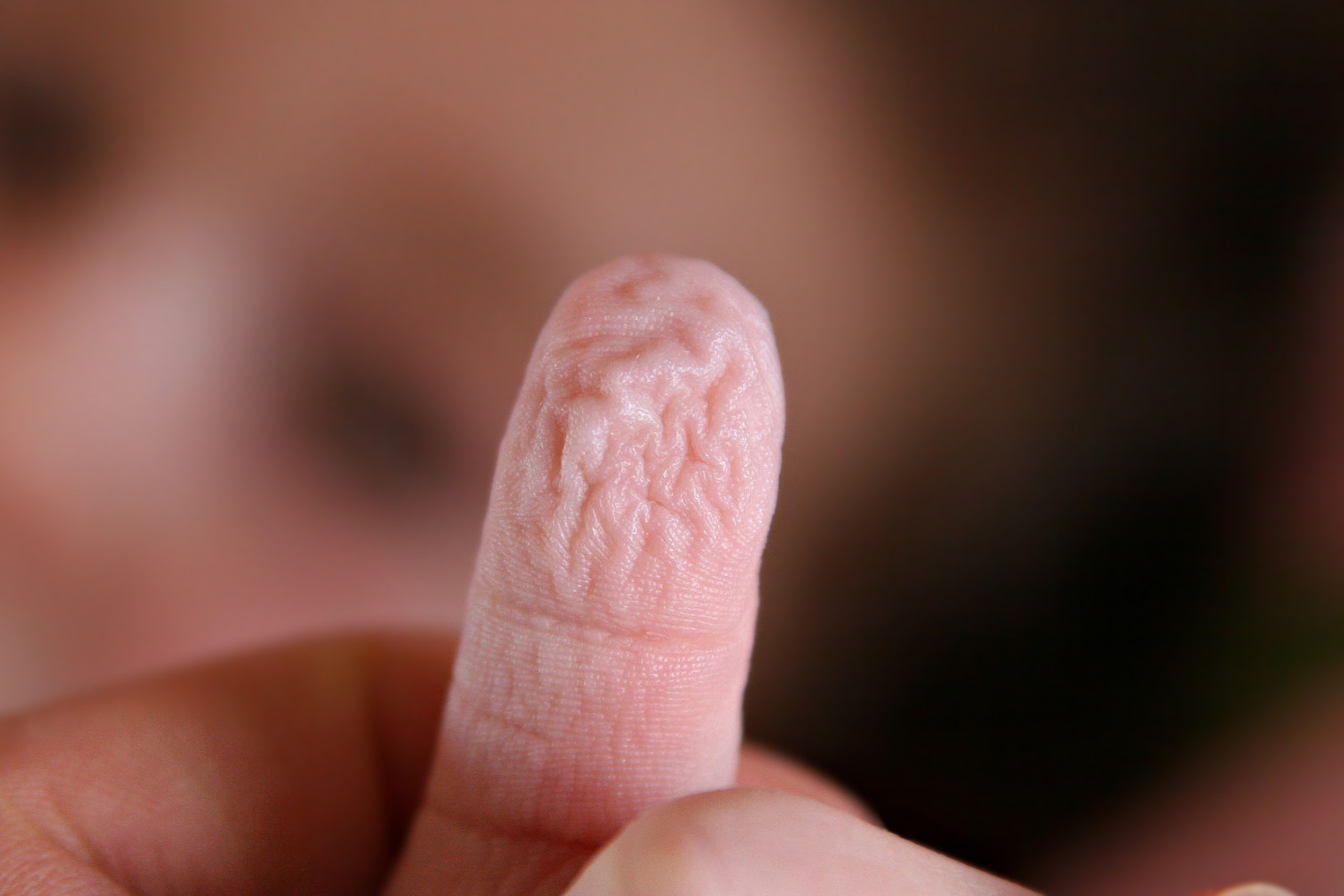
Un dedo arrugado después de haber estado metido en agua caliente.

Al estar expuesta de manera prolongada al agua, la capa exterior de la piel empieza a absorber el agua. Sin embargo, la piel no se expande uniformemente y por lo tanto, las arrugas se forman. La disminución de la cantidad de agua en el cuerpo, como ocurre cuando hay deshidratación, también puede causar este arrugamiento de la piel.

### Arrugas por envejecimiento
Las arrugas por envejecimiento y deterioro de la piel se producen por varios factores incluyendo la exposición al sol, procesos bruscos de pérdida de peso y un factor clave en la formación de arrugas es el hábito de fumar.  Al fumar, el oxígeno desaparece, disminuyendo la circulación de la sangre en la piel de la cara y resultando en el nacimiento de línea prematuras y arrugas. Además, cualquier persona que fuma hace una serie de movimientos faciales repetidos que contribuyen a la creación de aún más arrugas.

## Arrugas en los animales
Existen numerosas especies animales que tienen arrugas, causadas por el exceso y la holgura de la piel, en particular, cuando son jóvenes. Hay varias razas de perro, como el Pug y el Shar Pei, a las que se cría para que esta característica sea más exagerada. En los perros que se crían para las peleas de perros, este tipo de piel se considera una ventaja, ya que aporta más protección al animal.

## Arrugas en los textiles
Las arrugas en los textiles se forman al doblar y arrugar una tela de manera irregular. Se evitan en la ropa arrugada en situaciones como entrevistas de trabajo o acontecimientos sociales formales. Hay productos, como la plancha y aerosoles para telas, que eliminan las arrugas de la ropa. Se han fabricado algunas telas modernas que nunca se arrugan o que son resistentes a las arrugas por medio de la introducción de polímeros resistentes al agua en el tejido.